# Orde van de Natie (Jamaica)
De Orde van de Natie (Engels: "Order of the Nation") is sinds 1973 een ridderorde van het Koninkrijk Jamaica. De orde geldt als de tweede in de rangorde van Jamaicaanse ridderorden na de zeldzame "Orde van de Held".
De orde heeft geen Grootmeester of Soeverein maar de Gouverneur-generaal, ambtshalve kanselier van de orde, verleent haar op voordracht van de premier. De oude Britse ridderorden werden sinds 1969 niet meer op Jamaica verleend.
De leden van de orde, meestal oud-gouverneurs-generaal, en hun echtgenoten dragen het predicaat "the Most Honourable" en leden voeren de letters "ON" achter hun naam.
Het motto van de order is "Out of many one people".
De versierselen van de orde
Het kleinood is een ster met 12 wit geëmailleerde smalle punten waartussen gouden ananassen, prominent in het Wapen van Jamaica, zijn aangebracht.Op het donkerrode medaillon is het gouden wapen van Jamaica in reliëf aangebracht.Op de donkerblauwe ring staat het motto in gouden letters.

Het lint is groen met twee rode strepen aan iedere zijde maar op de baton is slechts één streep aan iedere zijde aangebracht.